# Vigošte
Vigošte (izvirno srbsko Вигоште) je naselje v Srbiji, ki upravno spada pod Občino Arilje; slednja pa je del Zlatiborskega upravnega okraja.

## Demografija
V naselju živi 784 polnoletnih prebivalcev, pri čemer je njihova povprečna starost 34,8 let (35,9 pri moških in 33,7 pri ženskah). Naselje ima 330 gospodinjstev, pri čemer je povprečno število članov na gospodinjstvo 3,13.
To naselje je, glede na rezultate popisa iz leta 2002, skoraj popolnoma srbsko.
|  |

| Demografija | Demografija     | Demografija     |
| Leto        | Št. prebivalcev | Št. prebivalcev |
| ----------- | --------------- | --------------- |
|             |                 |                 |
|             |                 |                 |
|             |                 |                 |
|             |                 |                 |
| 1948        | 571             |                 |
| 1953        | 583             |                 |
| 1961        | 443             |                 |
| 1971        | 371             |                 |
| 1981        | 610             |                 |
| 1991        | 970             | 935             |
| 2002        | 1038            | 1034            |
|             |                 |                 |

| Etnična sestava po popisu iz leta 2002 | Etnična sestava po popisu iz leta 2002 | Etnična sestava po popisu iz leta 2002 | Etnična sestava po popisu iz leta 2002 | Etnična sestava po popisu iz leta 2002 |
| -------------------------------------- | -------------------------------------- | -------------------------------------- | -------------------------------------- | -------------------------------------- |
| Srbi                                   | Srbi                                   |                                        | 1.017                                  | 98,35%                                 |
| Jugoslovani                            | Jugoslovani                            |                                        | 6                                      | 0,58%                                  |
| Madžari                                | Madžari                                |                                        | 2                                      | 0,19%                                  |
| Makedonci                              | Makedonci                              |                                        | 2                                      | 0,19%                                  |
| Čehi                                   | Čehi                                   |                                        | 1                                      | 0,09%                                  |
| Črnogorci                              | Črnogorci                              |                                        | 1                                      | 0,09%                                  |
| Hrvati                                 | Hrvati                                 |                                        | 1                                      | 0,09%                                  |
| Neznano                                | Neznano                                |                                        | 2                                      | 0,19%                                  |